# Edy Ganem
Edurne Ganem, detta Edy (Modesto, 20 settembre 1983), è un'attrice statunitense, conosciuta principalmente per il ruolo di Valentina Diaz nella serie Devious Maids - Panni sporchi a Beverly Hills.

## Biografia
Edy è nata a Modesto, in California, ed è cresciuta a Torreón, in Messico. Ha origini messicane e libanesi. Si è laureata all'università di San Diego. Nel 2012 si presenta ai casting per la serie Devious Maids - Panni sporchi a Beverly Hills ed ottiene il ruolo della più giovane delle protagoniste, Valentina Diaz. Il suo personaggio ha come madre un'altra delle protagoniste, Zoila Diaz, interpretata da Judy Reyes. A febbraio 2016 dà alla luce il suo primo figlio.

## Filmografia

### Attrice

#### Cinema
- The way to happiness (2009)
- Las Angeles (2010)
- Roundabout (2010)
- The Loneliest Road in America (2010)
- Black Limousine (2010)
- Salvador (2011)
- Lucha (2011)
- Sex/Absurd (2011)
- Laptop (2011)
- Like Crazy (2011)
- The Ghostmaker (2011)
- Unspoken (2012)
- Ojalà (2012)
- Lola's love shack (2012)
- Goodbye, I love you (2012)
- Violeta (2013)
- After the wedding (2014)
- Ana Maria in Novela Land (2015)

#### Televisione
- Life, Love & Hollywood - serie TV, 1 episodio (2008)
- C'è sempre il sole a Philadelphia - serie TV, 1 episodio (2008)
- Entourage - serie TV, 3 episodi (2008)
- CSI - Scena del crimine - serie TV, 1 episodio (2008)
- Livin' Loud - (serie TV), 6 episodi (2010-2011)
- The Cleveland Show - (voce), 1 episodio (2012)
- Rob - (serie TV), 1 episodio (2012)
- Devious Maids - Panni sporchi a Beverly Hills - serie TV, 28 episodi (2013-2015) – Valentina Diaz
- Per te, con amore (Made for You, with Love) - film TV, regia di Lucie Guest (2019)
- 9-1-1 - serie TV (2022-in corso)

### Doppiatrice
- Ralph spacca Internet (Ralph Breaks the Internet), regia di Phil Johnston e Rich Moore (2018)

## Doppiatrici italiane
Nelle versioni in italiano delle opere in cui ha recitato, Edy Ganem è stata doppiata da:
- Alessia Amendola in Devious Maids - Panni sporchi a Beverly Hills
- Alessandra Cerruti in Per te, con amore
- Tiziana Martello in 9-1-1
- Silvia Barone in The Cleveland Show